# Breakout (遊戲)
《Breakout》是一款由雅達利開發及發佈的街机遊戲。此遊戲是由諾蘭·布什內爾和史蒂夫·布里斯托構思，並且是參考1972年雅達利街机遊戲《乓》創作，於1976年4月發佈，並且已洐生了不少打磚塊作品，如《弹珠台砖块》和《快打磚塊》。

## 遊戲系統

Breakout Atari 2600移植版遊戲截圖

遊戲開始時，畫面今顯示8排磚塊，每隔兩排，磚塊的顏色就不同。由下至上的顏色排序為黃色、綠色、橙色和紅色。遊戲開始後，玩家必須控制一塊平台左右移動以反彈一個球。當那個球碰到磚塊時，磚塊就會消失，而球就會反彈。當玩家未能用平台反彈球的話，那麼玩家就輸掉了那個回合。當玩家連續輸掉3次後，玩家就會輸掉整個遊戲。玩家在遊戲中的目的就是清除所有磚塊。玩家破壞黃色磚塊能得1分、綠色能得3分、橙色能得5分、而紅色則能得7分。當球碰到畫面頂部時，玩家所控制的平台長度就會減半。另外，球的移動速度會在接觸磚塊4次、接觸磚塊12次、接觸橙色磚塊和接觸紅色磚塊後加速。玩家在此遊戲中最高能獲896分，即完成兩個448分的關卡。當玩家獲得896分後，遊戲不會自動結束，只會待玩家輸掉3次後才會結束。但是，此遊戲的雙人模式存在漏洞，能讓玩家最高可得1344分。

## 開發
《Breakout》是一款由諾蘭·布什內爾和史蒂夫·布里斯托構思的街機遊戲。他們當時有意將模擬乒乓球比賽遊戲《乓》改為單人遊戲。之後，他們便有了製作打磚塊遊戲的靈感。《乓》開發者艾倫·奧爾康獲委任為此遊戲開發工作的負責人，並於1975年與Cyan Engineering合作開發此遊戲。同年，奧爾康委任史蒂夫·乔布斯設計此遊戲的街機原型，而乔布斯亦答應在4日內完成設計原型。
雖然乔布斯沒有太多印刷电路板設計經驗，但是他知道他的朋友斯蒂夫·沃兹尼亚克有製作少量電路板的能力。乔布斯成功說服沃兹尼亚克與他合作。為了減少電路板數量，沃兹尼亚克利用其“棘手的小設計”來設計原型。在開發工作接近尾聲時，沃兹尼亚克想將計分板移至螢幕的頂部，但乔布斯聲稱布什內爾想將計分板置於螢幕的底部，因此沃兹尼亚克放棄了這個想法。二人成功在4天內完成設計，而乔布斯則獲得了5,000美金作為獎勵。可是，沃兹尼亚克並不知道5,000美金獎勵一事，因此只收了350美金作為薪酬。
雅達利最終沒法使用沃兹尼亚克設計的原型，因為他將電晶體－電晶體邏輯的數量減少至42個，令到街機過於精巧和複雜，以致雅達利難以大量製造之。但是，沃兹尼亚克卻指出這是因為雅達利不能明白他的設計。最後，雅達利使用了他們自己的設計，而該設計需要高達100個電晶體－電晶體邏輯。諷刺的是，沃兹尼亚克提出將計分板移至螢幕頂部的建議反而被接納。